# غوره مسما
غوره مسما از غذاهای محلی گیلان است. این غذا با گوشت قرمز یا مرغ درست می‌شود و با توجه به استفاده از غوره و آب غوره در آن دارای طعمی ترش است.

## مواد لازم
- مرغ یا گوشت قرمز
- غوره
- پیاز
- بادنجان
- نمک، فلفل و دارچین
- روغن
- آب غوره

در تهیه این خورش از غوره بدون هسته استفاده می‌شود.